# Мацуда Кунінорі
Мацуда Кунінорі (яп. 松田 邦紀 まつだ くにのりMatsuda Kuninori, нар. 27 квітня 1959, Фукуй, Японія) — японський дипломат, Надзвичайний і Повноважний Посол Держави Японія в Україні з жовтня 2021 до жовтня 2024 року.
Раніше, Посол та Генеральний консул Японії в Гонконзі (2015—2018), Надзвичайний і Повноважний Посол Японії в Пакистані (2018—2021).

## Біографія та кар'єра
Народився в Фукуй, Японія. Закінчив Коледж мистецтва і наук Токійського університету в 1982 році і вступив до Міністерства закордонних справ Японії.
у 1996 році перший секретар Посольства Японії в США. У 1998 році радник Посольства Японії в Росії. З 2001 року директор відділу зв'язків з громадськістю за кордоном, у Секретаріаті Міністра закордонних справ Японії. У 2003 р. старший науковий співробітник/директор, Департамент координації досліджень Японського інституту міжнародних відносин, Секретаріат міністра. З 2004 року директор Відділу у справах Росії, Департамент у справах Європи, Міністерство закордонних справ Японії.
2007 рік — Міністр Посольства Японії в Ізраїлі. У 2010 році призначений Генеральним консулом у Генеральному консульстві Японії в м. Детройт, США. У 2013 році заступник директора Національного інституту державного управління, Кадрова палата Японії.
З 2015 року він був Послом і Генеральним консулом Японії у Гонконзі і відіграв важливу роль у тому, щоб керівник спеціального адміністративного району Гонконг Керрі Лам відвідала Японію у 2018 році. Надзвичайний і Повноважний Посол Японії у Пакистані (2018—2021).
З жовтня 2021 р. Надзвичайний і Повноважний Посол Японії в Україні. 9 грудня 2021 року — вручив вірчі грамоти Президенту України Володимиру Зеленському
З березня по жовтень 2022 року через ескалацію війни залишив Київ і перебував в офісі в Ряшіві, Польща, щоб розібратися з ситуацією.

## Нагороди
- Орден «За заслуги» ІІІ ступеня (Україна, 4 вересня 2023) — за вагомий особистий внесок у зміцнення міждержавного співробітництва, підтримку державного суверенітету та територіальної цілісності України, популяризацію Української держави у світі[5].